# Deposizione (università)
La deposizione (dal latino depositio cornuum, che significa "deposizione delle corna") era un rituale di iniziazione purificatorio di tipo tradizionale e semi-ufficiale per le matricole universitarie, diffuso in tutta Europa dal Medioevo al XVIII secolo. Il rito doveva precedere l'immatricolazione all'università. L'usanza fu introdotta in Germania all'inizio del XV secolo e probabilmente fu importata dalle influenti Università di Parigi e Bologna. Si pensa che sia stata modellata sui riti di passaggio delle corporazioni di artigiani.
La deposizione si basava sull'idea che il futuro studente fosse ancora una pietra grezza e avesse un carattere rozzo prima dell'iscrizione, al pari di un animale, e che dovesse essere liberato dai segni della sua ferocia prima di poter essere accettato all'università. Lo studente doveva sottoporsi alla deposizione solo una volta nella vita. In seguito, veniva rilasciato un certificato (in tedesco: Depositionsschein) che gli evitava l'onere di dover ripetere nuovamente la stessa procedura quando cambiava università.

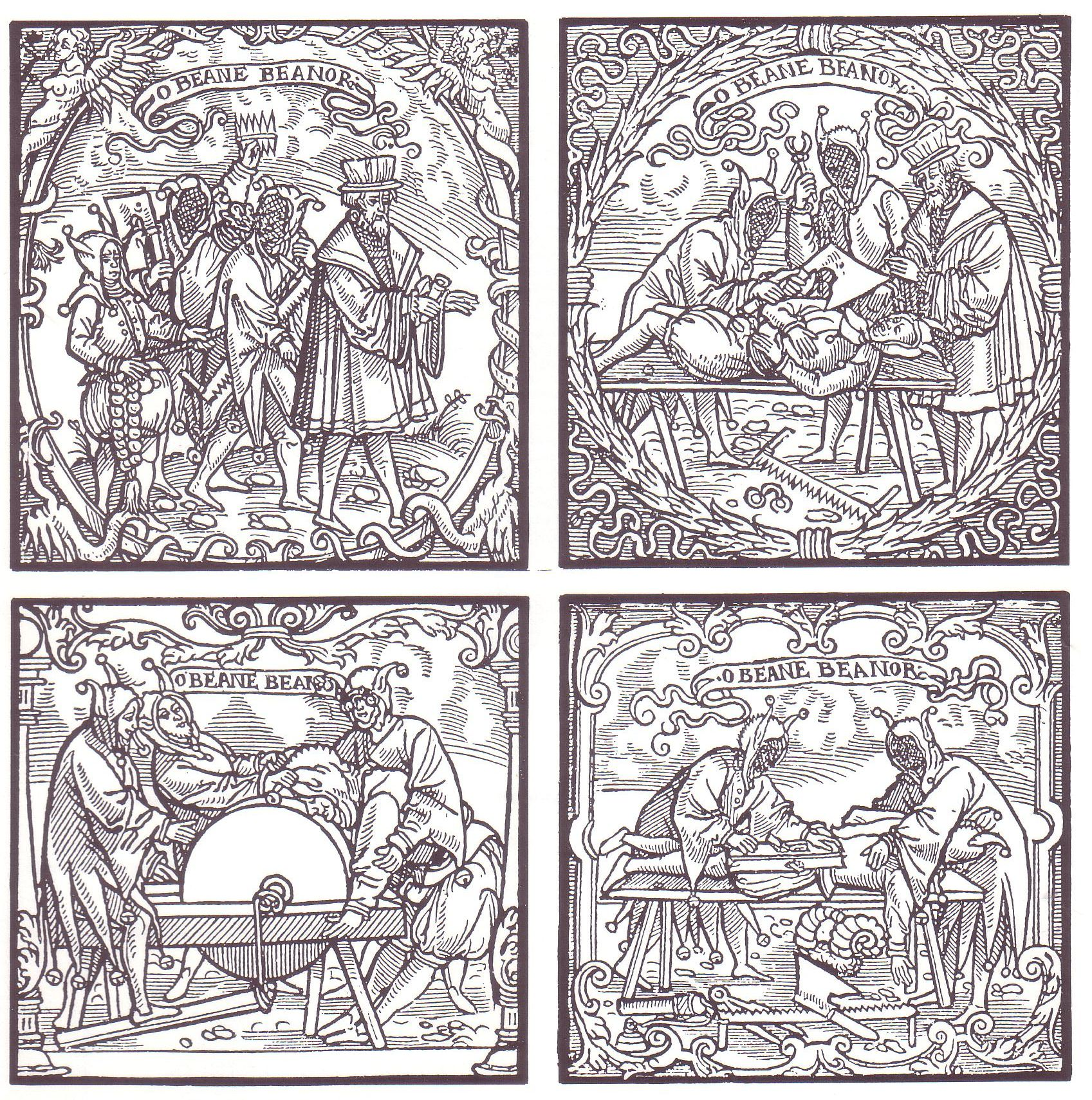
Deposizione: macinare le corna (xilografia del XVI secolo).

In linea di massima, il processo consisteva in insulti volti a far capire all'allievo la propria indegnità, nella rimozione simbolica di elementi del corpo animale con l'aiuto di strumenti sovradimensionati, nonché in percosse e altri abusi che servivano come riti di pulizia.
Nei discorsi dei riti di deposizione venivano menzionati modelli antichi, quali: i processi della gioventù spartana, agli usi e costumi dell'Accademia di Platone e persino alla consacrazione dell'acqua nelle scuole sofistiche ateniesi della tarda antichità.

## Procedura
Nel Medioevo, il futuro studente era indicato con la parola (neo)latina beanus, che deriva dal francese bec jaune, che vuol dire "becco giallo" (da confrontarsi con il tedesco Grünschnabel e con l'inglese greenhorn, che significa "corno verde"). Il beanus  veniva trattato come un pecus campi ("animale da campo") dai suoi futuri compagni di università e vestito di conseguenza. Doveva indossare un berretto con le corna e tenere dei denti di cinghiale infilati in bocca. Gli veniva impartita una lezione sulla propria indegnità. Le sembianze animali venivano poi tagliate o pizzicate con strumenti di grandi dimensioni. Il corpo veniva poi maltrattato con altri strumenti per simboleggiare la pulizia e l'abbellimento. Nel corso del rito, erano utilizzati strumenti per la lavorazione del legno, poiché il futuro studente aveva ancora un carattere di "tipo rozzo".

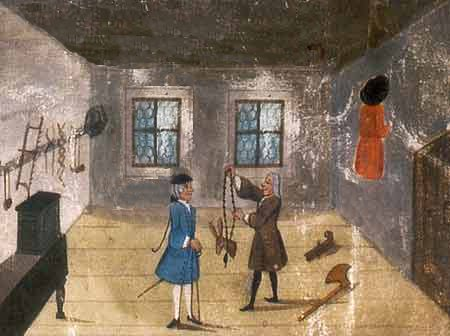
A partire dal 1682, gli studenti dell'Università di Jena ricevevano gli strumenti della deposizione solo al momento dell'immatricolazione (registro di Jena, 1740).

Gli strumenti utilizzati nelle università, tra cui il cappuccio con le corna, sono ora conservati solamente all'Università di Lipsia, dove sono custoditi nella collezione d'arte. In linea di massima, gli strumenti comprendono attrezzi per tagliare e sminuzzare i tratti del corpo animale (ascia, pinze, cote), attrezzi per la lavorazione del legno (pialla) e attrezzi per l'igiene personale (pennello da barba, portasapone, rasoio, cucchiaio per le orecchie). Non era raro che gli studenti si ferissero con l'uso di questi strumenti.
Inoltre, venivano eseguiti degli esami e impartite ulteriori esortazioni. Infine, il leader metteva del sale in bocca al beanus (chiamato sal sapientiae, "sale della saggezza"), gli cospargeva il capo di vino (vinum laetitiae, "vino della gioia") e lo assolveva dalla sua appartenenza allo stato di beanus.
Dopo il pagamento della relativa tassa, di solito veniva effettuato un esame di ammissione da parte di un professore e l'iscrizione era poi concessa dal rettore.
In genere, era consuetudine che al termine della procedura i neoimmatricolati offrissero un banchetto, che ovviamente costituiva un grande onere per gli interessati. Questa usanza persistette anche dopo l'abolizione della deposizione e probabilmente fu spesso praticata in modo eccessivo, fatto che portò al divieto di sollecitare i neo-iscritti a partecipare a questi eventi.

## Responsabilità
Nel Medioevo, la deposizione era guidata dal capo della bursa, dove il futuro studente avrebbe vissuto e si sarebbe applicato in un ambiente simile ad un monastero.
Quando, all'inizio dell'età moderna, le università persero il loro carattere ecclesiastico e le bursae si svuotarono, questo compito fu assunto dai decani della Facoltà delle arti. In questa facoltà si insegnavano i principi scientifici generali (sette arti liberali). Gli insegnanti e anche il rettore erano di solito studenti delle facoltà "superiori" di medicina, teologia o legge.
Nel corso della prima età moderna, questa usanza degenerò lentamente e si trasformò in una farsa. A partire dalla fine del XVII secolo, l'ufficio del depositante fu assunto dal pedell, che si limitava a presentare simbolicamente gli strumenti e a rilasciare la ricevuta dell'avvenuta deposizione dietro compenso.
Tuttavia, già nel XVIII secolo le responsabilità e i doveri di colui che eseguiva la deposizione erano definiti con precisione dagli statuti delle università che erano stabiliti dal sovrano. Erano inoltre stabilite norme precise per la custodia e il deposito degli strumenti.
L'ultimo depositante documentato per la Philipps-Universität di Marburgo fu Johannes Georg Schimmelpfeng (1697-1785).
All'Università di Jena, la deposizione fu abolita con la morte dell'ultimo esecutore nel 1785.
La deposizione fu vietata all'Università di Lipsia già nel 1719 a causa delle eccessive esagerazioni degli studenti. La collezione d'arte nell'attuale edificio del rettorato dell'Università di Lipsia espone in una vetrina una decina di antichi strumenti di deposizione.

## Attività tipografica
L'attività tipografica, sorta alla fine del Medioevo, era solita stabilirsi nei pressi delle università e adottò l'usanza della deposizione dai suoi clienti più importanti, gli studenti, non avendo tradizioni proprie. La deposizione degli stampatori di libri fu vietata nel 1803 a causa degli eccessi dilaganti. Una reminiscenza di ciò è il Gautschen, che è ancora oggi comune nel settore della stampa.